# Migdal Šalom Me'ir
Migdal Šalom Me'ir (hebrejsky: מגדל שלום מאיר‎‎; běžně zkracováno jako מגדל שלום‎, migdal Šalom, doslova „věž Šaloma Me'ira“, popř. „Šalomova věž“) je kancelářská budova v Tel Avivu, v níž se nachází malé obchodní centrum. Šalom Meir Tower byla první výškovou budovou v Izraeli. Když byla roku 1965 dokončena, soupeřila s nejvyššími budovami v Evropě a byla nejvyšší budovou Blízkého východu. Má 34 podlaží a je 142 metrů vysoká. Její součástí je i jediná stanice metra v Tel Avivu, které nakonec nebylo postaveno.
Věž se nachází na místě gymnázia Herzlija, což byla první hebrejská škola v Osmanské říši (založená 1905 v Jaffě). Škola byla roku 1962 zbořena a přestěhována do jiné budovy. Toto rozhodnutí bylo později hodnoceno jako nešťastné, přestože přineslo mnohé výhody do budoucna.